# Resistència (motociclisme)
La Resistència és una variant del motociclisme de velocitat destinada a provar la durabilitat de les motocicletes i la resistència física dels participants. En aquesta mena de competicions, equips formats per dos o més pilots han de cobrir una gran distància en una sola cursa, tot alternant-se en la conducció d'una única motocicleta.
Les curses de resistència es poden programar bé per cobrir una distància determinada de la manera més ràpida, o bé per cobrir la major distància possible en un lapse de temps predeterminat.

## Modalitats
Una de les distàncies més comunes de les curses de resistència són els 1.000 km (o aproximadament sis hores), tot i que se'n disputen de més llargues: 1.000 milles, 12 hores o fins i tot 24 hores. Els equips poden constar d'entre dos i quatre participants per cursa, depenent de la capacitat de resistència del pilot, la longitud de la cursa o la reglamentació establerta.
Les motocicletes que hi competeixen actualment són de gran cilindrada -fins a 1.000 cc- amb motors de quatre temps i potències de 100 a 135 CV, arribant a mitjanes de velocitat semblants a les assolides a les curses de velocitat.

## Història

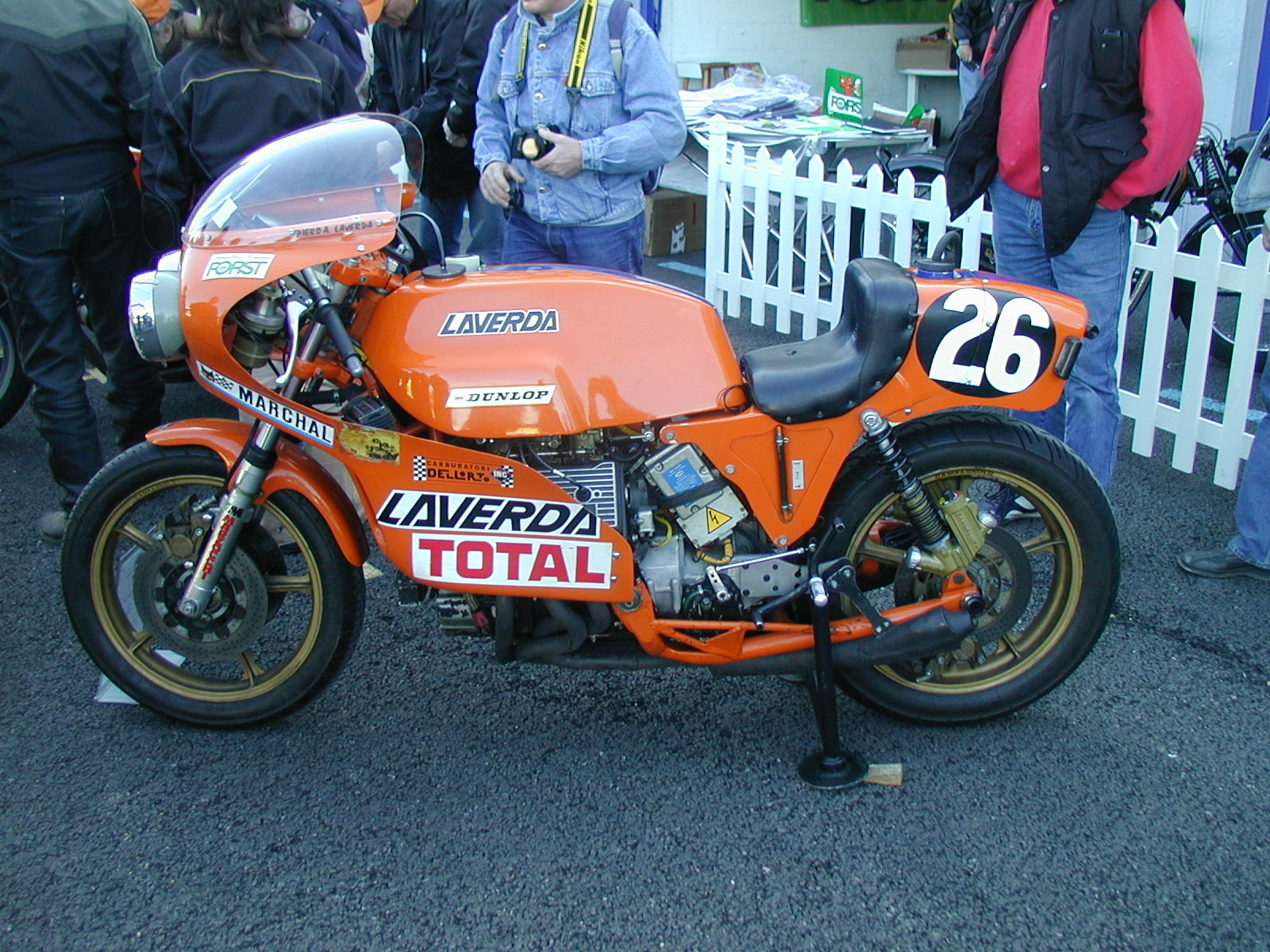
Laverda 1000 V6 de Resistència (1977)

La primera cursa motoritzada de 24 hores en circuit tancat es feu amb automòbils l'any 1907 a l'Autòdrom de Brooklands, poc després de la seva inauguració. La llarga durada de la cursa provocà queixes dels residents pel soroll nocturn, de manera que en edicions posteriors es feu en format Double Twelve ("doble dotze"). Aquest format implica dividir la cursa dues tandes de 12 hores cadascuna (de vuit del matí a vuit del vespre), mantenint els vehicles al parc tancat durant la nit per evitar que se'ls facin modificacions.
Tot i que al començament cotxes i motos corrien junts a les mateixes curses, aviat es van separar i especialitzar. La primera cursa de resistència específica per a motocicletes es disputà el 1922 al circuit de Vaujours, prop de París. S'anomenava Bol d'Or i ha durat fins als nostres dies. En aquella primera edició es permetia només un pilot per motocicleta, sense preveure cap parada tret de les que calguessin per a proveir de carburant.
Les curses de resistència motociclista començaren a expandir-després de la Segona Guerra Mundial, sorgint a partir d'aleshores un seguit de noves curses arreu d'Europa: les 24 Hores de Warsage (1951), les 24 Hores de Montjuïc (1955), les 24 Hores de Monza (1959) i les 500 Milles de Thruxton o Thruxton 500 (1960). Justament el 1960 s'inaugurà la Copa FIM de resistència, competició que constava de quatre curses (Thruxton, Montjuïc, Warsage i Bol d'Or).
La popularitat de la resistència augmentà durant la dècada de 1970 amb l'arribada de les motocicletes japoneses amb motor de quatre cilindres. El 1976, la Copa FIM esdevingué Campionat d'Europa, donant pas el 1980 al Campionat del Món de resistència.

### Resistència TT

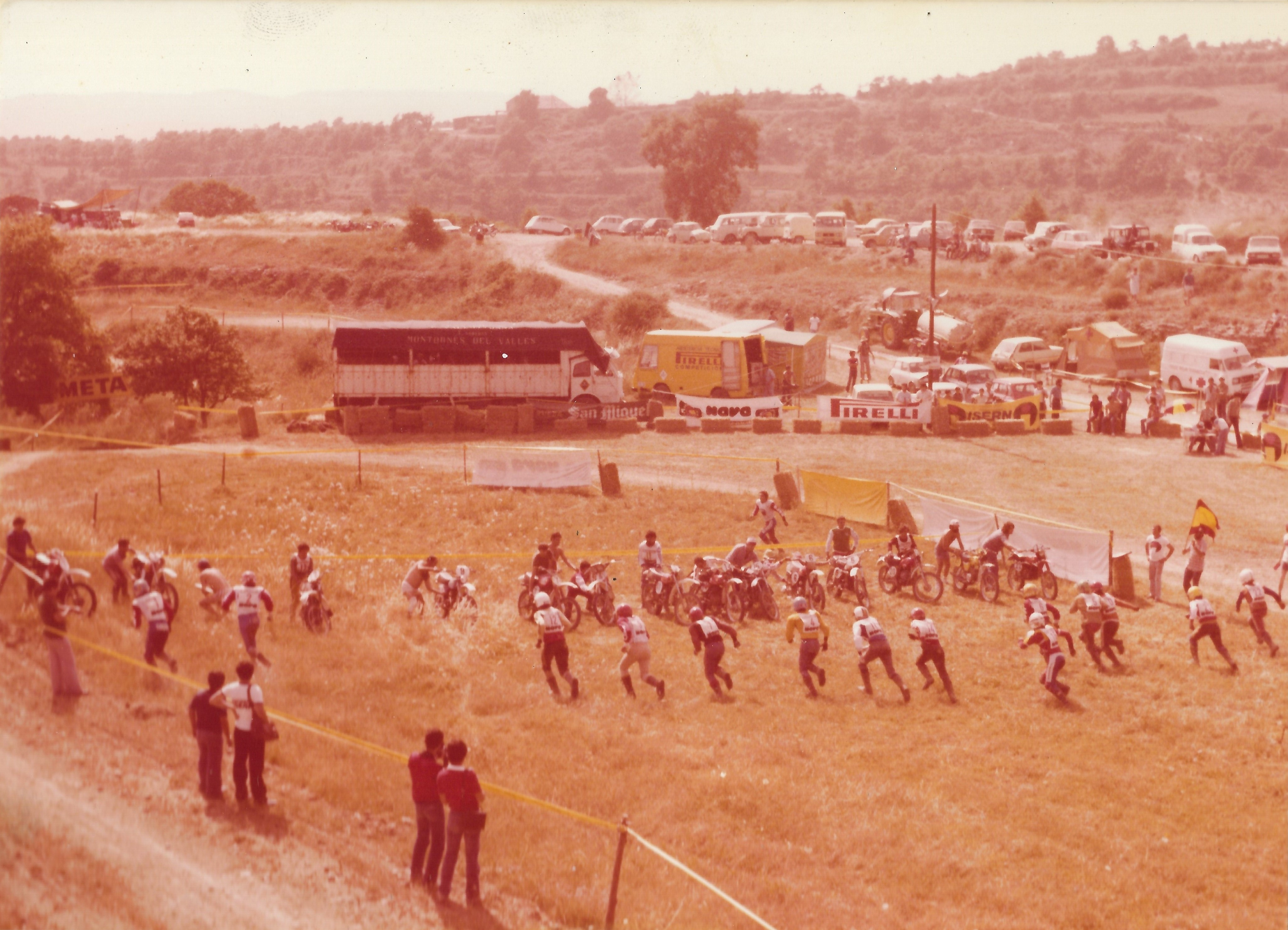
Sortida dels 1.000 km Isern (1978)

A mitjan anys 70 es feren molt populars a Catalunya les curses de resistència TT (de "Tot Terreny", nom que rebia abans l'enduro). Aquesta mena de curses eren idèntiques en el seu plantejament a les que es corren sobre asfalt, només que disputades en circuits fora d'asfalt (sovint fent-ne servir algun de motocròs). A finals de dècada i començaments de la de 1980, aquesta modalitat es va introduir també a França, on es disputà durant uns quants anys l'anomenat Bol d'Herbe, una rèplica del Bol d'Or però sobre terra, sovint per camins rurals i camps allunyats dels centres de població. Una altra prova d'anomenada a l'època varen ser les 24 Hores de Bretanya, les quals se celebraren com a mínim fins al 1988.
De les nombroses proves que se celebraven aquells anys a Catalunya, n'hi ha algunes que encara es disputen anualment, com ara les 24 Hores de Moià o les 24 Hores de Lliçà d'Amunt per a ciclomotors, també anomenades 24 Hores de la Vall del Tenes. Altres curses que foren populars a la seva època varen ser les 150 Milles TT de Mollet, els 1.000 km T.T. Isern o les 3 Hores Tot-Terreny de Premià. També cal esmentar les 12 Hores de Motocròs de Sabadell, que es disputaren un parell d'anys al circuit del Vallès, i les 3 Hores de Motocròs de Martorelles.

## Principals curses actuals
- Bol d'Or

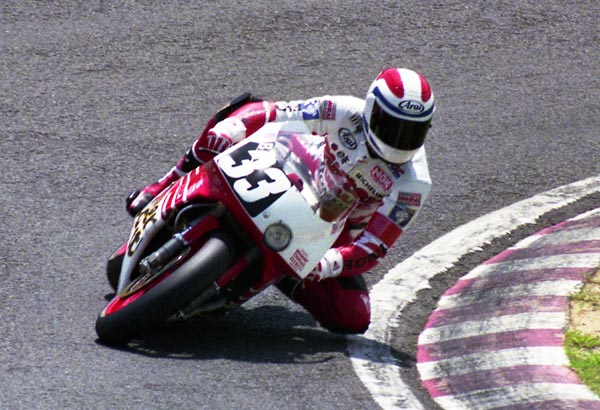
Freddie Spencer a les 8H de Suzuka (1992)

- 24 Hores de Le Mans en motocicleta
- 24 Hores de Lieja
- 24 Hores Motociclistes de Catalunya
- Thruxton 500
- 8 Hores de Suzuka
- 8 Hores d'Albacete